# Rock Gold
A Rock Gold egy rock válogatáslemez, 15 felvételt tartalmaz. Olyan előadók számai kerültek fel az albumra, amelyeket a rock, és a heavy metal stílusok közé sorolnak. Az albumon található felvételek között olyan előadók számai szerepelnek, mint a Black Sabbath, a Red Hot Chili Peppers, Gary Moore vagy éppen a Poison.

## Tartalma
1. Meredith Brooks: "Bitch" - 4:11
2. Blind Melon: "No Rain" - 3:35
3. Red Hot Chili Peppers: "Knock Me Down" - 3:43
4. OMD: "Sailing On The Seven Seas" - 3:44
5. Talking Heads: "Burning Down The House" - 4:01
6. Billy Idol: "Cradle Of Love" - 4:39
7. Cutting Crew: "(Beetwen a) Rock And The Hard Place" - 4:16
8. Sammy Hagar: "This Planet's On Fire (Burn In Hell)" - 4:32
9. Gary Moore: "Nuclear Attack" (koncertfelvétel) - 5:58
10. Huey Lewis & The News: "The Power Of Love" - 3:51
11. Marillion: "Cover My Eyes (Pain & Heaven)" - 3:55
12. Poison: "Every Rose Has It's Thorn" - 3:53
13. Quireboys: "7 O'clock" - 3:37
14. Whitesnake: "Here I Go Again" - 4:34
15. Black Sabbath: "Headless Cross" - 6:32

## Lásd még
Heavy metal
Hard Rock
Rock